# Richard af Shrewsbury, hertug af York
Richard af Shrewsbury, hertug af York (17. august 1473 – ca. 1483), var det sjette barn og anden søn af kong Edvard 4. af England og Elizabeth Woodville. Han var født i Shrewsbury. Richard og hans ældre bror, der kortvarigt regerede som kong Edvard 5. af England, forsvandt på mystisk vis kort efter, at Richard 3. blev konge i 1483.

## Hertugdømmer
Prins Richard blev indsat som hertug af York i maj 1474 og blev ridder af Hosebåndsordenen året efter. Fra dette tidspunkt blev det en tradition, at den engelske monarks anden søn skulle være hertug af York. Han blev indsat som jarl af Nottingham den 12. juni 1476. Den 15. januar 1478 i St. Stephen's Chapel, Westminster, da han var omkring 4 år gammel, blev han gift med den 5-årige Anne de Mowbray, 8. grevinde af Norfolk, der havde arvet de store Mowbray-godser i 1476. Fordi Yorks svigerfars hertugdømme stod den hersker, idet Anne ikke kunne arve det, blev han indsat som hertug af Norfolk og jarl Warenne den 7. februar 1477. Da Anne de Mowbray døde i november 1481, skulle hendes godser have været overført til William, viscount Berkeley og til John, Lord Howard. I januar 1483 vedtog parlamentet en lov, der gav Mowbray-godset til Richard, hertug af York og Norfolk, for resten af hans liv og ved hans død til hans arvinger, hvis han havde nogen. De to medarvingeres rettigheder blev bragt ud af verdenen. Viscount Berkeley havde økonomiske vanskeligheder, og kong Edvard 4. betalte hans gæld. Berkeley frasagde sig derefter sine krav til Mowbray-ejendommen i parlamentet i 1483. Der blev ikke gjort noget for Lord Howard.

## Heir presumptive
Richards far døde den 9. april 1483. Dermed blev hans bror Edvard, prins af Wales, konge af England og blev hyldet som sådan, og Richard hans heir presumptive. Dette kom ikke til at vare længe. En præst, der udbredt menes at have været Robert Stillington, biskoppen af Bath og Wells, vidnede om, at Edvard 4. havde indvilliget i at gifte sig med Lady Eleanor Talbot i 1461. Lady Eleanor var stadig i live, da Edvard blev gift med Elizabeth Woodville i 1464. Regentsrådet under den afdøde konges bror Richard, hertug af Gloucester, konkluderede, at dette var et tilfælde af bigami, hvilket annullerede det andet ægteskab og legitimiteten af alle børn af Edvard 4. fra dette ægteskab. Under Gloucesters indflydelse blev både Edvard og Richard erklæret for illegitime og fjernet fra arvefølgen den 25. juni 1483. Hertugen af Gloucester blev, som til Edvard 4.'s eneste overlevende bror, kong Richard 3.

## Mulige skæbne
Hertugen af York blev sendt til Tower of London, dengang en kongelig residens, af kong Richard 3. i midten af 1483, hvor han blev holdt fanget sammen med sin bror. De blev undertiden set i Towers have, men de er aldrig blevet offentligt set efter sommeren 1483. Hvad der er sket med de to prinser i Tower efter deres forsvinden er forblevet uvist. Krønikeskriverne i Tudor-tiden var hurtig til at give hans onkel, Richard, skylden. Thomas More skrev, at fyrsterne blev kvalt til døde med deres puder, og hans beretning danner grundlaget for William Shakespeares skuespil Richard den Tredje, hvor Tyrrell bestikker Forrest og Dighton til at myrde prinserne på Richards ordre. Efterfølgende revurderinger af Richard 3. har sat spørgsmålstegn ved hans skyld, begyndende med William Cornwallis tidligt i det 17. århundrede. I tiden før drengenes forsvinden blev Edvard regelmæssigt besøgt af en læge. Historikeren David Baldwin slutter heraf, at samtidige måske har troet, at Edvard 5. var død enten af en sygdom eller som et resultat af forsøg på at helbrede ham. I mangel af klare beviser er der fremsat en række andre teorier, hvoraf de mest diskuterede er, at de blev myrdet efter ordre fra hertugen af Buckingham eller af Henrik Tudor, jarl af Richmond (senere kong Henrik 7.).
Knogler, der angiveligt stammede fra to børn, blev fundet i 1674 af arbejdere, der var i gang med at ombygge en trappe i Tower. På ordre af kong Karl 2. blev disse efterfølgende anbragt i Westminster Abbey, i en urne med navnene Edvard og Richard. Knoglerne blev undersøgt igen i 1933, hvor det blev opdaget, at skeletterne var ufuldstændige og var blevet begravet sammen med dyreben. Det er aldrig blevet bevist, at knoglerne tilhørte prinserne.
I 1789 var et par arbejdere i gang med at udføre reparationer i St George's Chapel, Windsor, og de genopdagede Edvard 4. og Elizabeth Woodvilles gravhvælving, som de ved et uheld kom til at bryde ind i. Ved siden af denne var endnu en hvælving, der viste sig at indeholde kister fra to børn. Denne grav var blevet påført navnene på to af Edvard 4.'s børn: Georg, hertug af Bedford, der var død i en alder af to, og Maria af York, der var død i en alder af 14 år. Begge var døde før kongen. Imidlertid blev de jordiske rester af disse to børn senere fundet andre steder i kapellet, hvilket betød at ejermændene til knoglerne i kisterne stadig er ukendte.
I 1486 blev Richard af Shrewsburys ældste søster Elizabeth gift med Henrik 7. og forenede dermed Husene York og Lancaster.

### Perkin Warbeck
I 1491 i Cork blev Perkin Warbeck, en ung mand af flamsk oprindelse, udråbt af en række York-støtter ledet af den irske bys tidligere borgmester John Atwater til at være Richard. Han hævdede at være flygtet fra Tower og have tilbragt de mellemliggende år på flugt. I løbet af de næste seks år rejste Warbeck rundt i Europa og blev anerkendt af en række monarker, herunder Maximilian 1., den tysk-romerske kejser og Jakob 4. af Skotland som "Richard 4." af England. Denne støtte omfattede Margrete af York, den rigtige Richards faster. Efter hans tilfangetagelse efter en mislykket invasion af England i 1497 blev Warbeck holdt til fange i Tower of London. Han tilstod at være bedrager og blev senere henrettet efter et forsøg på at flygte.

## Våbenskjold
Som kongens søn fik Richard brug af kongedømmets våbenskjold, som kunne skelnes fra kongen med en label argent øverst i våbenskjoldet.

## Eksterne links
- Prinserne i Tower
- Plantagenet-slægtsforskning på Stirnet.com